# Davis Cup 1938
In 1938 werd het toernooi om de Davis Cup  voor de 33e keer gehouden. De Davis Cup is het meest prestigieuze tennistoernooi voor landen, dat sinds 1900 elk jaar wordt georganiseerd.
De Verenigde Staten won voor de 12e keer de Davis Cup (destijds nog de International Lawn Tennis Challenge genoemd) door in de finale Australië met 3-2 te verslaan.
De deelnemers strijden in twee verschillende regionale zones tegen elkaar. De twee zonewinnaars spelen in het interzonaal toernooi tegen elkaar. De winnaar daarvan speelt tegen de regerend kampioen om de Davis Cup.

## Finale
Verenigde Staten -  Australië 3-2 (Philadelphia, Verenigde Staten, 3-5 september)

## Interzonaal Toernooi
Australië -  nazi-Duitsland 5-0 (Boston, Verenigde Staten, 18-20 augustus)

## België
België speelt in de Europese zone.
| datum      | tegenstander | uitslag | locatie | groep   | ronde        | winst/verlies |
| ---------- | ------------ | ------- | ------- | ------- | ------------ | ------------- |
| 23-07-1938 | Joegoslavië  | 0-5     | thuis   | EUR udt | halve finale | v             |
| 28-05-1938 | Brits-Indië  | 3-1     | thuis   | EUR udt | kwartfinale  | w             |
| 07-05-1938 | Griekenland  | 5-0     | uit     | EUR udt | 2e ronde     | w             |

België bereikte de halve finale van de Europese zone.

## Nederland
Nederland speelt in de Europese zone.
| datum      | tegenstander | uitslag | locatie | groep   | ronde    | winst/verlies |
| ---------- | ------------ | ------- | ------- | ------- | -------- | ------------- |
| 07-05-1938 | Frankrijk    | 2-3     | thuis   | EUR udt | 1e ronde | v             |

Nederland werd al in de eerste ronde uitgeschakeld.
| niveau 1 | niveau 2 | niveau 3 | niveau 4 | niveau 5 |

Algemeen · Opzet · Finales · Winnaars 
 België ·  Nederland ·  Aruba ·  Nederlandse Antillen 

1900 · 1901 · 1902 · 1903 · 1904 · 1905 · 1906 · 1907 · 1908 · 1909 · 1910 · 1911 · 1912 · 1913 · 1914 · 1915 · 1916 · 1917 · 1918 · 1919 · 1920 · 1921 · 1922 · 1923 · 1924 · 1925 · 1926 · 1927 · 1928 · 1929 · 1930 · 1931 · 1932 · 1933 · 1934 · 1935 · 1936 · 1937 · 1938 · 1939 · 1940 · 1941 · 1942 · 1943 · 1944 · 1945 · 1946 · 1947 · 1948 · 1949 · 1950 · 1951 · 1952 · 1953 · 1954 · 1955 · 1956 · 1957 · 1958 · 1959 · 1960 · 1961 · 1962 · 1963 · 1964 · 1965 · 1966 · 1967 · 1968 · 1969 · 1970 · 1971 · 1972 · 1973 · 1974 · 1975 · 1976 · 1977 · 1978 · 1979 · 1980 · 1981 · 1982 · 1983 · 1984 · 1985 · 1986 · 1987 · 1988 · 1989 · 1990 · 1991 · 1992 · 1993 · 1994 · 1995 · 1996 · 1997 · 1998 · 1999 · 2000 · 2001 · 2002 · 2003 · 2004 · 2005 · 2006 · 2007 · 2008 · 2009 · 2010 · 2011 · 2012 · 2013 · 2014 · 2015 · 2016 · 2017 · 2018 · 2019 · 2020-2021 · 2022 · 2023 · 2024 · 2025